# 舒瓦西門站
舒瓦西門站（法語：Porte de Choisy）是巴黎地鐵的一個車站。舒瓦西門站是巴黎地鐵7號線和巴黎路面電車3號線的車站。舒瓦西門站這一站名取自舒瓦西門。舒瓦西門曾是巴黎的城門之一。舒瓦西門站開業於1930年3月7日。

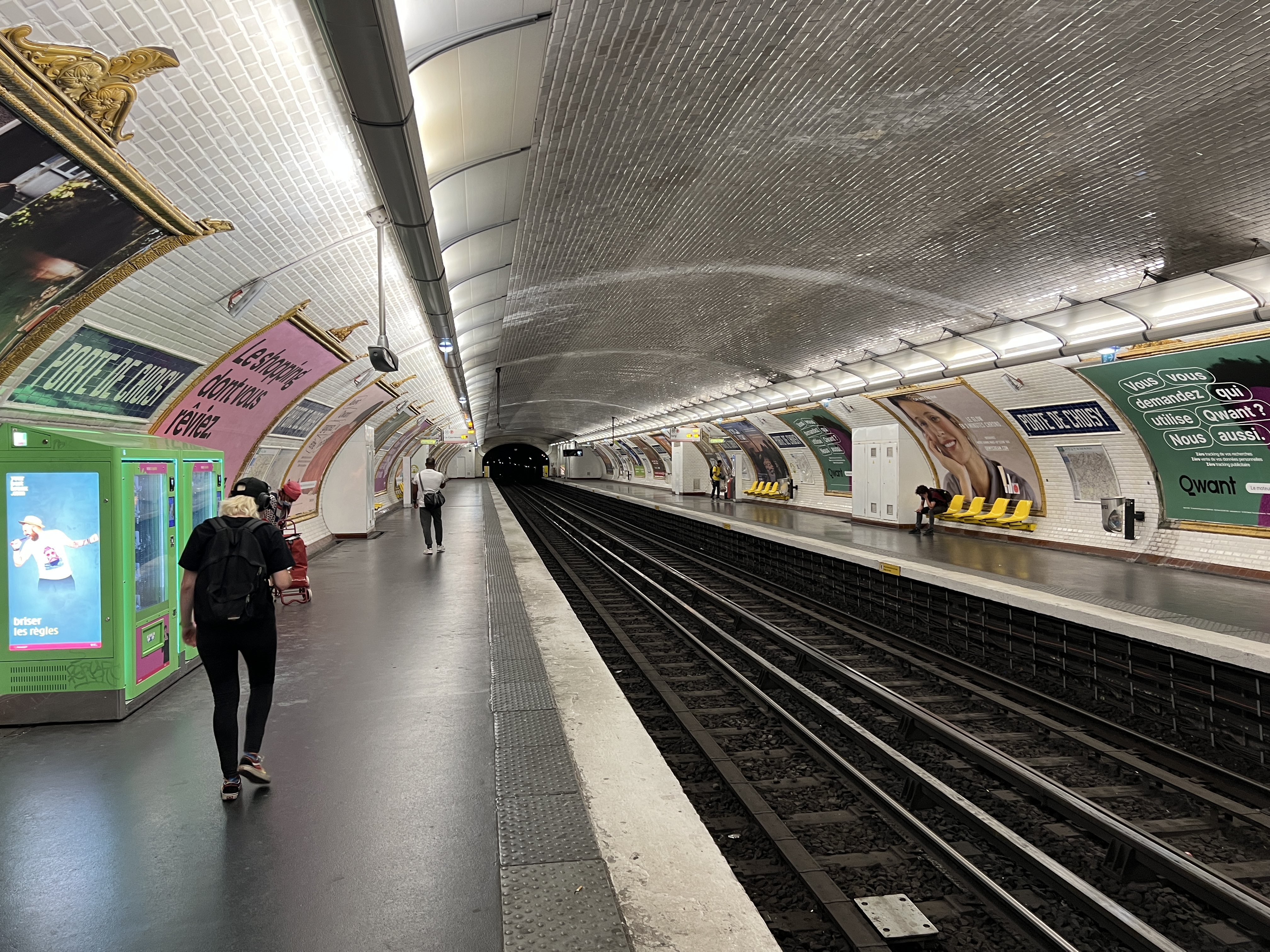
月台（2022年7月）

## 車站結構
| 街道      |                    |                                 |
| B1        | 連接層             |                                 |
| 7號線月台 | 側式月台，右側開門 | 側式月台，右側開門              |
| 7號線月台 | 南行               | 往伊夫里鎮（伊夫里門）          |
| 7號線月台 | 北行               | 往新庭-1945年5月8日（意大利門） |
| 7號線月台 | 側式月台，右側開門 |                                 |